# Краснокам'янка
Краснока́м'янка (до 1945 року — Кизилта́ш; рос. Краснокаменка, крим. Qızıltaş) — селище в Україні, у складі Ялтинського району Автономної Республіки Крим.
Розташована трохи вище траси Сімферополь-Ялта-Севастополь, за 66 км від Сімферополя, і за 16 км від Ялти (автошлях E105), а також за 6 км від смт Гурзуф.
Автобусне і тролейбусне сполучення з Ялтою і Сімферополем, автобусне — з Гурзуфом.

## Географія
Селом тече гірська річка Путамиш.

## Населення
1024 особи, переважно росіяни і українці. Проживають також кримські татари, греки, вірмени, євреї, караїми, поляки. Селище розташоване поряд із мальовничою скелею Червоний Камінь у межах Гурзуфського амфітеатру. Гурзуфський амфітеатр — долина річки Авунді, захищена гірською дугою, яку утворюють Бабуган-яйла, Гурзуфська і Нікітська яйли.

### Мова
Розподіл населення за рідною мовою за даними перепису 2001 року:
| Мова                | Відсоток |
| ------------------- | -------- |
| російська           | 87,84 %  |
| українська          | 11,07 %  |
| кримськотатарська   | 0,42 %   |
| інші/не визначилися | 0,67 %   |

## Історія

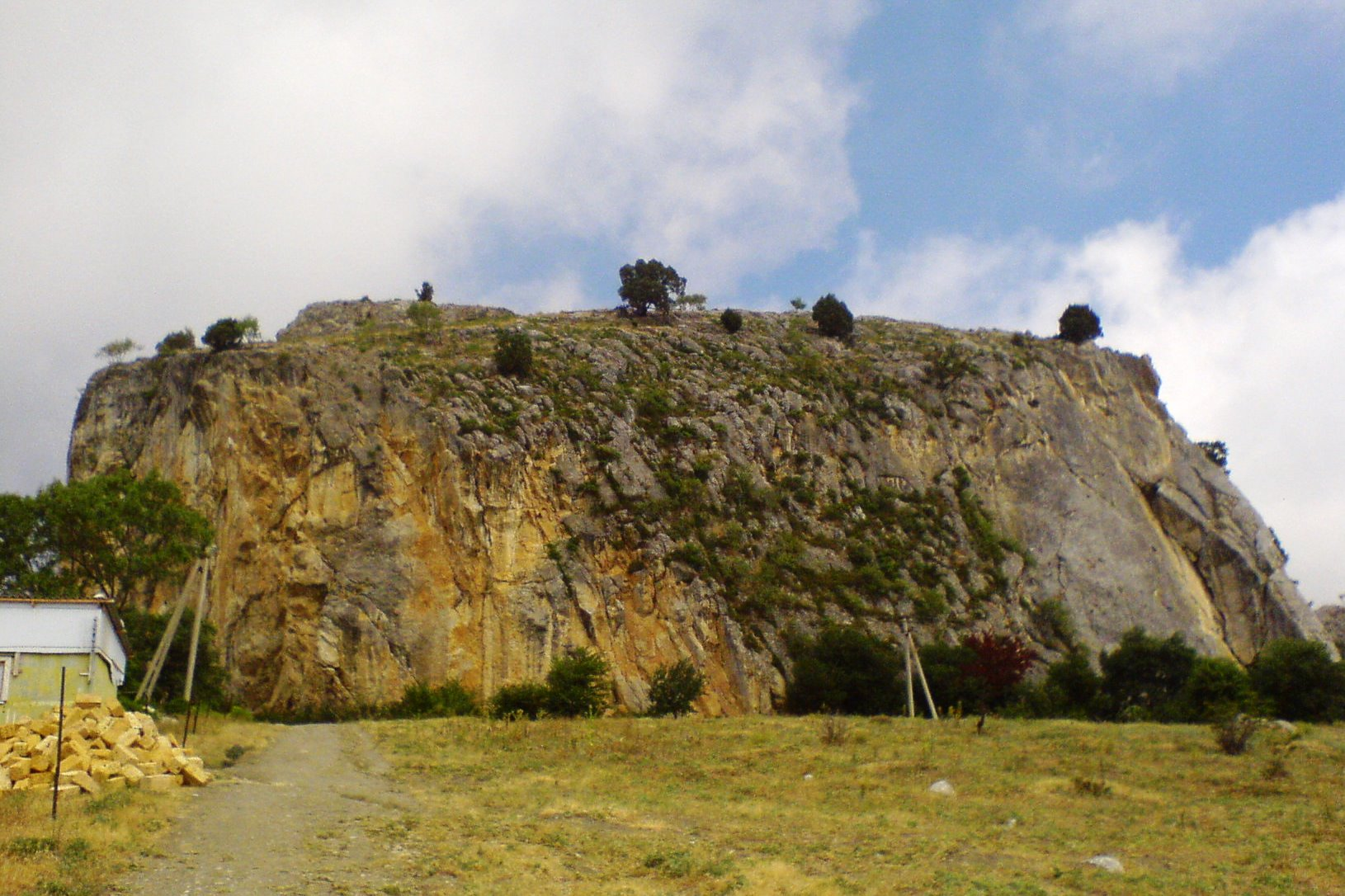
Вид на скелю Кизилташ

Червоний Камінь (або Кизил-Таш, Ґелін-Кая) — гігантський блок мармуровидного коричнево-червоного вапняку заввишки 72 м, площею — 125 м². За даними деяких джерел на скелі в середні віки містилося невелике укріплення. Його було зв'язано димовою сигналізацією з такими ж укріпленнями узбережжя і прикривало підступи до перевалу Гурбет-дереб-богаз, який вів у долину річки Кача. З 1981 року на перевалі ведуться археологічні розкопки.

## Економіка
Нині в селищі діє відділення радгоспу-заводу «Гурзуф». Навколо селища — виноградні і лавандові плантації, сади. Рельєф місцевості, південна експозиція схилу створюють у цьому районі своєрідний мікроклімат, в умовах якого вирощують мускатні сорти винограду, з якого роблять одне з якнайкращих у світі десертних вин — «Мускат білий Червоного Каменя».

## Соціальна сфера
У селищі діють 1 загальноосвітня школа, дитячий садок, бібліотека, культурний центр, магазини.

## Туризм
Через Краснокам'янку проходить головна туристична стежка на Орман-Кош — високу гірську вершину Кримських гір (1545 м).